# Hannette Staack
Hannette Staack (Maranhão, 7 de fevereiro de 1979) é uma grappler brasileira e praticante de Jiu-jitsu brasileiro (BJJ) faixa preta de 4º grau, além de ser treinadora. Tricampeã do ADCC e pentacampeã do Campeonato Mundial da IBJJF, Staack é membro do Hall da Fama da IBJJF [en] e é considerada uma das lutadoras mais bem-sucedidas da história do esporte.

## Biografia
Hannette Quadros Staack nasceu em 7 de fevereiro de 1979, em São Luís do Maranhão, no norte do Brasil. Aos dois anos, sua família mudou-se para o Rio de Janeiro. Staack começou a treinar jiu-jitsu aos 18 anos e, cinco anos depois, em 2002, conquistou seu primeiro campeonato mundial. Ela competiu nas primeiras divisões femininas do ADCC em 27 e 28 de maio de 2005, sendo derrotada por Juliana Borges na rodada inicial da categoria acima de 60 kg.
Junto com seu professor e parceiro de negócios André "Negão" Terêncio, ela fundou a Brazil 021 School of Jiu-Jitsu. Em outubro de 2022, Staack estreou no MMA profissional no Rio de Janeiro, finalizando sua adversária em menos de três minutos.

## Conquistas e realizações
Principais conquistas:
- 5 vezes campeã do Campeonato Mundial de Jiu-Jitsu da IBJJF (2002[8]  / 2004 [9]  / 2008 [10] / 2009 [11]  / 2011 [12])
- 3 vezes campeã do Campeonato Mundial de Submissão ADCC (2007[b] / 2009)[13][14]
- Campeã do Campeonato Brasileiro da CBJJ (2003, faixa marrom)[15]
- 2º lugar no Campeonato Mundial da IBJJF (2006 [16] / 2014 [17] )
- 2º lugar no Campeonato Mundial de Submissão ADCC (2011) [18]
- 2º lugar no Campeonato Mundial No-Gi da IBJJF (2007) [19]
- 3º lugar no Campeonato Mundial da IBJJF (2005 [20] / 2013 [21])

## Mixed martial arts record
| Cartel no MMA   |           |           |
| 1 luta          | 1 vitória | 0 derrota |
| Por finalização | 1         | 0         |

| Res.    | Cartel | Oponente     | Método               | Evento                               | Data                  | Round | Tempo | Local                  | Notas |
| ------- | ------ | ------------ | -------------------- | ------------------------------------ | --------------------- | ----- | ----- | ---------------------- | ----- |
| Vitória | 1–0    | Lorrany Maui | Finalização (Kimura) | Shooto Brazil 111 - Macapa x Bad Boy | 2022 de outubro de 28 | 1     | 2:39  | Rio de Janeiro, Brasil |       |

## Links Externos
- Brazil 021 School of Jiu-Jitsu
- hannettestaackbjj